# Santuário de Santa Fé
O Santuário de Santa Fé é um memorial religioso e turístico localizado na cidade de Solânea, próximo a cidade de Arara, Paraíba. O local foi construído e idealizado pelo Pe. José Antônio Maria Ibiapina. Lá pode-se encontrar uma das primeiras casas de caridade que ele fundou e que recolhia meninas abandonadas e a casa onde ele viveu e morreu, uma igreja e um cemitério.
Posteriormente foi construído um anfiteatro para celebração pública de grande porte onde é celebrada uma missa a cada dia 19 de cada mês, que segundo informações reúne milhares de romeiros. No santuário há um museu aberto ao público. Atualmente o memorial tem como reitor o Padre Demétrio Pereira de Morais. 

## História
Em meados do século XIX, as terras do atual distrito de Santa Fé, no município de Solânea, no brejo paraibano, eram pertencentes ao Major Antônio José da Cunha, um abastado dono de um engenho que residia no município de Areia. Em 1866, chegou a Solânea o Padre José Antônio Ibiapina, que já havia percorrido os sertões e lutava por um ideal de trabalho de caridade e fé.
A pedido de sua esposa, o Major Antônio  fez doação de uma parte de suas terras ao Padre Ibiapina, nelas estavam inclusas a casa grande, sede da fazenda do Major, o que consistia em um patrimônio econômico de grande valor. O intuito do Major Antônio para que doasse parte de sua propriedade ao Padre Ibiapiana, era que este criasse um hospital de caridade para as vítimas de uma epidemia de cólera que assolava a região naquela época.
Após a doação, a casa de caridade de Santa Fé passou a ser coordenada por beatas, sob orientações do padre, lá passaram a viver cerca de 200 pessoas, que ora trabalhavam no roçado ora vinham a procura de ajuda espiritual e ali se abrigavam. Com a morte do Padre Ibiapina em 19 de fevereiro de 1883 por complicações de asma, a casa de caridade começou a entrar em declíneo, hoje o local não tem função hospitalar ou de abrigo, a propriedade foi tombada como patrimônio histórico pelo IPHAEP.
Junto com a casa de caridade, a igreja, casa do Padre Ibiapina e seu túmulo onde jaz seus restos mortais foram tombados como patrimônio pelo decreto nº 21.288 de 11 de setembro de 2000. Sua arquitetura original do século XIX foi restaurada, Embora muita coisa tenha mudado em Santa Fé, que hoje constitui o Santuário de Santa Fé. Em frente ao Santuário, existe um belíssimo portal. Todos os anos, sempre no dia 19 de fevereiro, é realizada uma missa em memória do Padre Ibiapina, onde os peregrinos saem da Igreja Matriz de Santo Antônio, na cidade de Solânea e fazem uma romaria de 14 quilômetros até o Santuário.
Na atualidade, o Santuário atrai aproximadamente 15 mil visitantes que buscam curas, agradecimentos ou apenas conhecer o Santuário e a história de seu fundador o Padre Ibiapina que graças a sua enorme solidariedade, ajudou muitas pessoas durante sua presença na região. Com o crescimento do Turismo Religioso em Solânea, houve um fortalecimento do comércio local, onde os moradores comercializam seus produtos. Desde 1992 há um processo de solicitação de canonização do Padre Ibiapina no Vaticano que entrou em vigor em maio de 2016.